# Christos Shelis
Christos Shelis (en griego: Χρίστος Σιέλης; Pafos, 2 de febrero de 2000) es un futbolista chipriota que juega en la demarcación de defensa para el Panetolikos de la Superliga de Grecia.

## Selección nacional
Tras jugar con la selección de fútbol sub-17 de Chipre, la sub-19 y la sub-21 hizo su debut con la selección absoluta el 7 de octubre de 2020 en un partido amistoso contra República Checa que finalizó con un resultado de 1-2 a favor del combinado checo tras el gol de Loizos Loizou para Chipre, y los goles de Tomáš Holeš y Vladimír Darida para República Checa.

## Clubes
| Club                          | País       | Año       | Partidos | Goles |
| ----------------------------- | ---------- | --------- | -------- | ----- |
| Shrewsbury Town F. C.         | Inglaterra | 2017-2018 | 2        | 0     |
| Halesowen Town F. C. (cedido) | Inglaterra | 2018      | 5        | 1     |
| Shrewsbury Town F. C.         | Inglaterra | 2019      | 1        | 0     |
| APOEL de Nicosia              | Chipre     | 2019-2021 | 35       | 0     |
| P. F. C. Levski Sofia         | Bulgaria   | 2021-2022 | 13       | 0     |
| Volos F. C.                   | Grecia     | 2022-2024 | 62       | 2     |
| Panetolikos                   | Grecia     | 2024-     | 29       | 0     |

## Palmarés

### Campeonatos nacionales
| Título              | Club             | País   | Año  |
| ------------------- | ---------------- | ------ | ---- |
| Supercopa de Chipre | APOEL de Nicosia | Chipre | 2020 |